# Нидербит
Нидербит (нидерл. Nederbiet; Nederbeat) — музыкальное движение, возникшее в середине 1960-х годов в Нидерландах. Слово происходит от термина бит (beat). Под влиянием языка, употреблявшегося хиппи, в прово-кругах и в журналах, подобных Hitweek, словосочетание Нидерланды (Nederland) и бит (beat) фонетически записывалась как Nederbiet (часто как Nederbeat). Как вариант, слово появилось как аббревиатура от «нидерландский бит» нидерл.  de nederlandse beat.

## Ранняя история

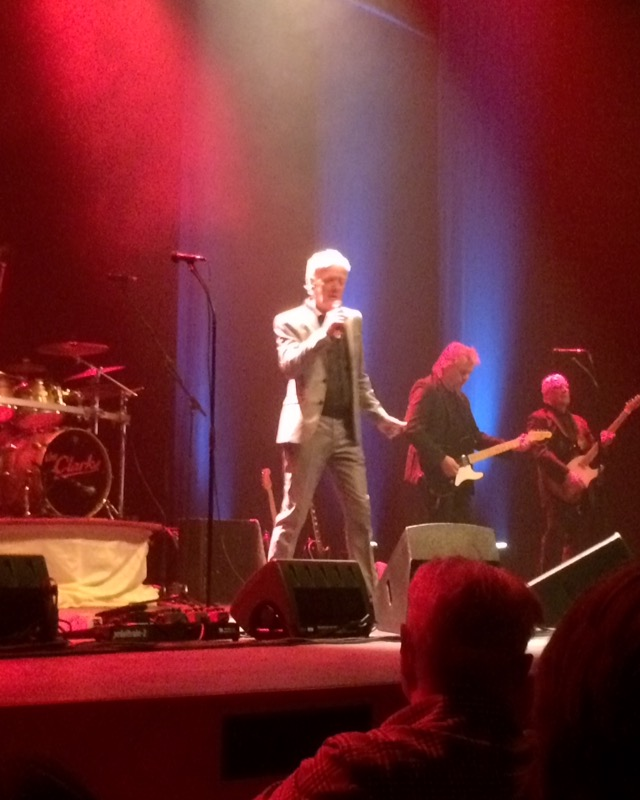
Johnny Kendall & the Heralds

Изначально на нидербит повлияли музыка The Beatles и жанр мерсибит, которые начали доминировать в чартах в конце 1963 года. Прошло некоторое время, прежде чем нидерландские музыкальные группы перешли от рок-н-ролла и инструментальной гитарной музыки а-ля The Shadows и The Ventures к бит-музыке. Исключением стала группа Johnny Kendall & the Heralds, выпустившая в сентябре 1964 года версию классической блюзовой песни «St. James Infirmary» на манер энималзовской «House of the rising sun».

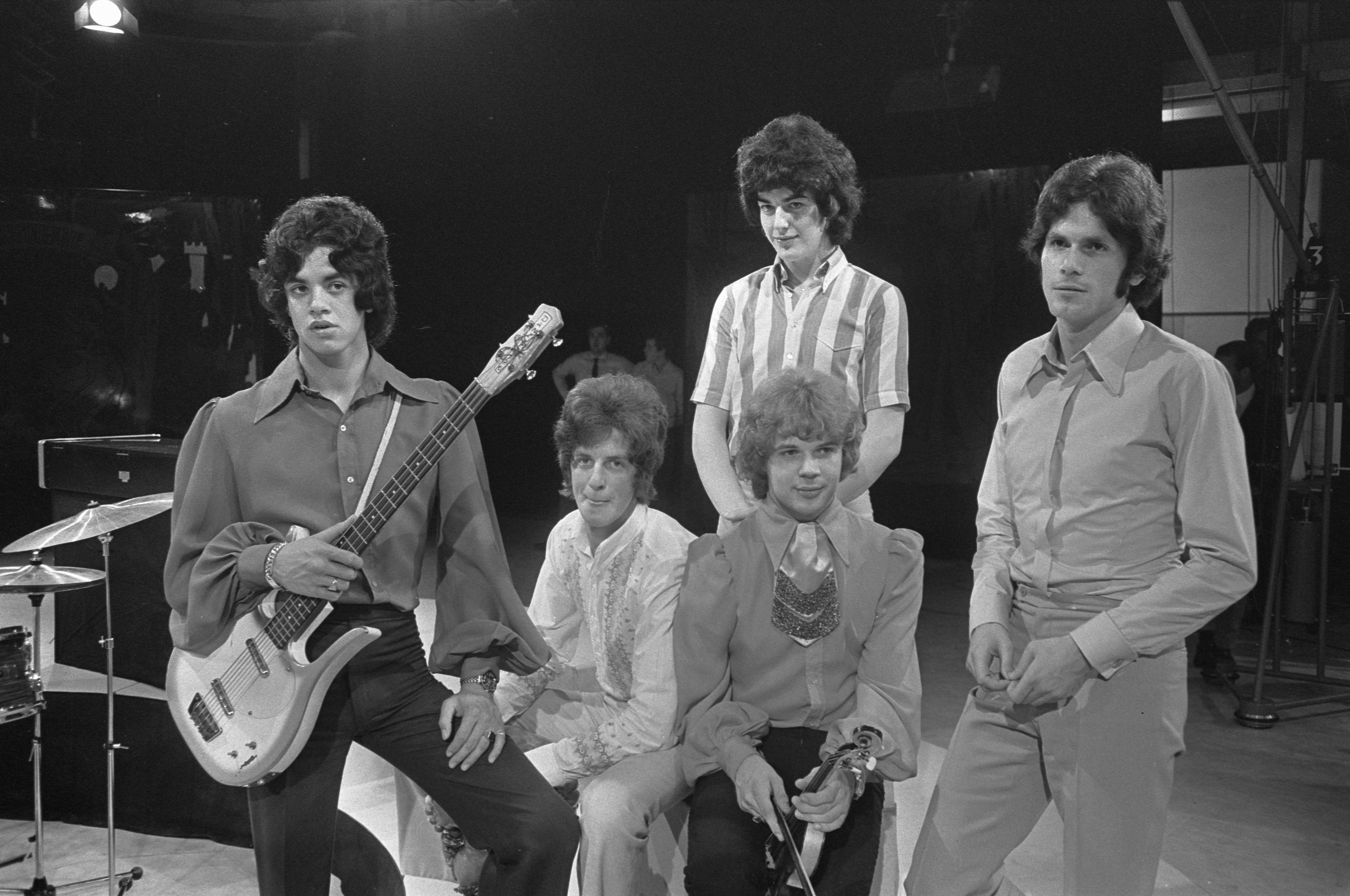
Tee-Set

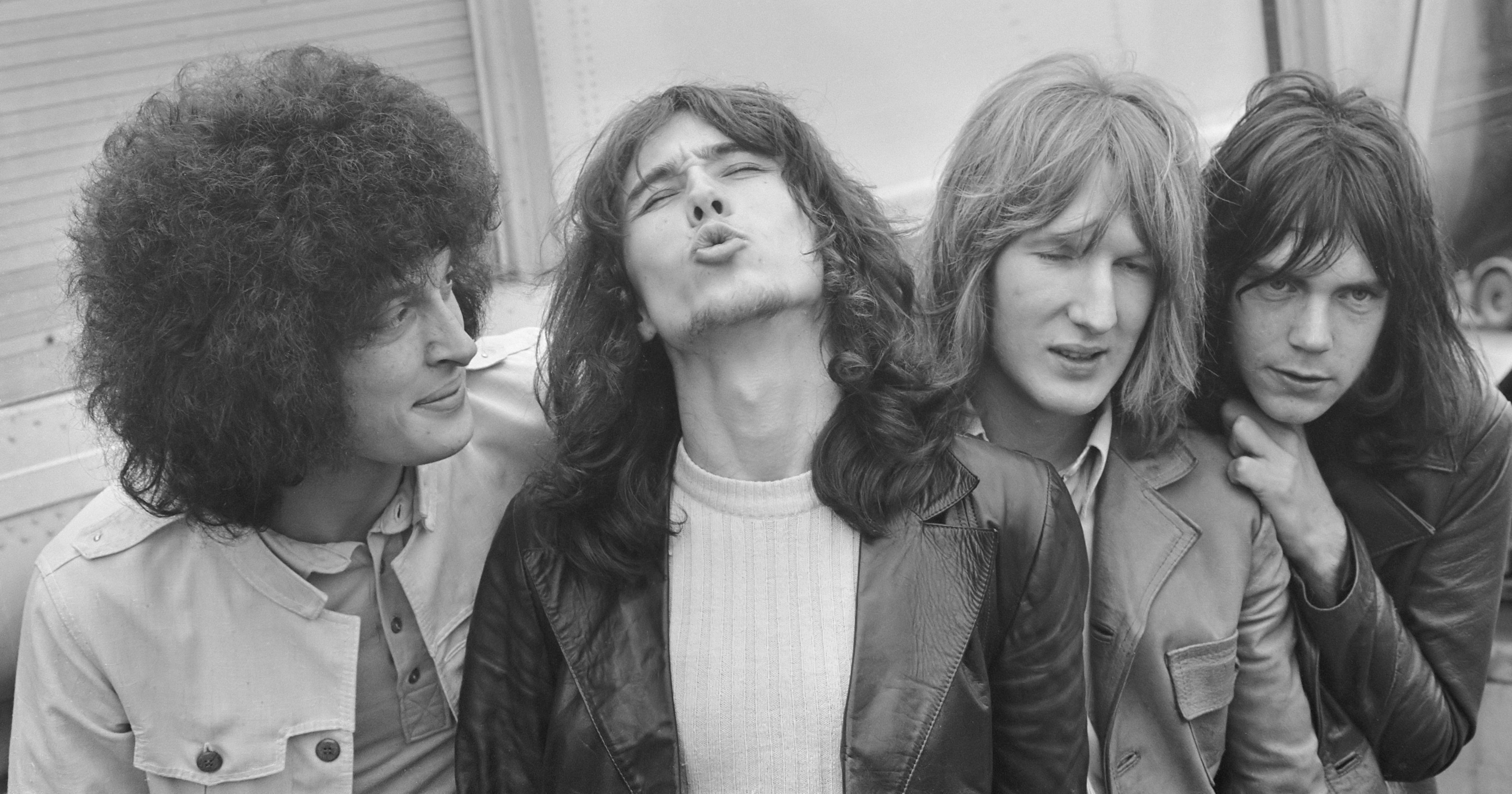
Golden Earring

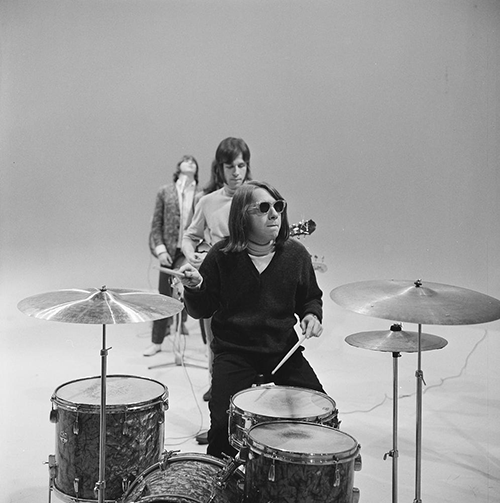
Q65

Индо-рок-группы «опоздали на поезд» в период роста популярности нидербита, отчасти потому, что они в основном выступали в Германии, отчасти потому, что бо́льшая их часть продолжала играть каверы более старых музыкальных произведений. Первым настоящим нидербит-синглом был «It’s going» группы The Motions, выпущенный в декабре 1964 года. Песня была написана одним из участников группы, соло-гитаристом Робби ван Леувеном, впоследствии прославившимся как основатель группы Shocking Blue и автор их хита Venus .

## Годы славы нидербита
1965-й и 1966-й годы были годами славы нидербита. Хит-парад штурмовали The Phantoms из Эйндховена, The Outsiders из Амстердама и Tee-Set из Делфта, но самые успешные группы пришли из Гааги, получившей такие прозвища как Битстад № 1 (нидерл. Den Haag is beatstadt nummer 1, Гаага — город бита № 1) и Нидерландский Ливерпуль(нидерл. het Nederlandse Liverpool) в честь колыбели мерсибита. Помимо The Motions, из Гааги были The Golden Earrings, Q65, Sandy Coast и многие другие. Одним из центров нидербита было здание, называемое «бит-ферма» (нидерл. de Beatboerderij) или «бит-амбар» (нидерл. de Beatschuur), в котором размещалась сценическая площадка Sarasani (Texel), недалеко от городка Ден Бург на нидерландском острове Тексел, привлекавшая на остров множество любителей бита в течение 1966—1976 годов.
Нидербит, как правило, пели по-английски. Были попытки создать бит музыку с текстами по-голландски, но это были исключения: ZZ en de Maskers с песней «Ik heb genoeg van jou», Het с песнями «Ik heb geen zin om op te staan» и «Kejje nagaan», а также песня «Beestjes» из репертуара Ronnie & de Ronnies (которую сложно назвать бит-музыкой). После ухода певца Боба «ZZ» Баубера из ZZ en de Maskers оставшиеся участники группы, взявшие название De Maskers, также перешли на английский язык, исполняя свои хиты «Brandnew Cadillac» и «Three’s a crowd».
В 1965 году мерсибит уже находился в упадке, но The Beatles продолжали оказывать большое влияние на нидербит. Кроме них, сильное влияние оказывали The Rolling Stones, The Yardbirds, The Kinks и The Who, но были также группы, которые имели большее влияние на Нидерланды, чем на группы из других стран, особенно The Pretty Things (например, на Q65 и The Outsiders) и североирландская группа Them, с её лидером Ван Моррисоном. В 1966 году было не так уж много нидербит-групп, в репертуаре которых не было песни «Gloria» из репертуара Them. Также исполнялись многие песни из репертуаров групп The Small Faces и The Spencer Davis Group.

## Закат
Начиная с 1967 года, классическое звучание нидербита исчезло под влиянием соула и «силы цветов». Такие новички, как After Tea и The Buffoons, по-прежнему обеспечивали стабильно высокий уровень, но «настоящий» бит исчез из музыки.
Хотя в течение 1960-х годов качество исполнения улучшалось, нидербит изначально характеризовался плохим английским произношением, неаккуратным аккомпанементом и текстами, наполненными данглишем (смешанный англо-голландский язык, нидерл. de steenkolenengels) . Например, в песне группы Q65 «The life I live» есть «данглишевское» выражение «Cause the house had changed into a crowd»: автор слов пытался сказать, что в доме стало очень много людей. Второй сингл группы Golden Earrings (1965, Lonely Everyday\Not To Find, Polydor S 1185) был отозван звукозаписывающей компанией Polydor Records, потому что название би-сайд композиции «Not to find» («Не найти») было грамматически неверным: она должна была быть названа «Not to be found». Из изготовленных 500 копий большинство было уничтожено.

## Вторая жизнь жанра
Несмотря на эти недостатки, нидербит 1960-х годов приобрел международный престиж в 1970-е и 1980-е года благодаря огромной энергичности записей и оригинальности, с которой были объединены всевозможные влияния. На американских бутлегах появлялись даже синглы таких малоизвестных групп, как St. John and the Crew и The Mods. Большое влияние оказало то, что хотя нидербит-группы в 1960-е годы часто отставали от музыкальных тенденций, но со временем это перестало играть значимую роль.
С 2001 по 2003 годы звукозаписывающая компания Hunter Music выпустила ряд сборников в серии Nederbeat 63 — 69. Первым был коллекционный бокс с пятью компакт-дисками под названием Beat, Bluf & Branie. Пятый диск был в отдельной обложке и имел подзаголовок Beat Behind The Dikes — Nederbeat Rarities. За этим коллекционным боксом последовало несколько двойных компакт-дисков: Nederbeat 63 — 69 — Dutch Nuggets 1 и Nederbeat 63 — 69 — Dutch Nuggets 2 с менее известными записями нидербита, Nederbeat Singles 63-69 The B-Sides 1 и Nederbeat Singles 63-69 The B-Sides 2 с би-сайдами и, наконец, Nederbeat 63-69 Best Album Tracks 1 и Nederbeat 63-69 Best Album Tracks 2 с треками, выпущенными только на альбомах. Помимо упомянутых сборников, были выпущены сборники групп The Outsiders, De Maskers, The Motions, Q65 и других групп, а в рамках серии Nederbeat 63 — 69 в 2004—2005 годах были выпущены еще несколько сборников различных артистов на двойных компакт-дисках.
В результате впервые за долгие годы некоторые записи нидербита снова стали легально доступны в продаже.
Начиная с 2005 года, на большом поле Малифелд в Гааге проводится музыкальный фестиваль Beatstad, в котором принимают участие и группы, исполняющие нидербит.

## Отдельные факты
- Песня «Wasted Words[нидерл.]» из репертуара The Motions была сочинена под влиянием увлечения песнями протеста, популяризированного Бобом Диланом («The Times They Are a-Changin’») и Донованом («Universal soldier»). С другой стороны, би-сайд их первого сингла «I’m got misery», вероятно, создан под влиянием The Rolling Stones.
- Первый сингл группы Bintangs[англ.][33] (1966) содержит две песни Бо Диддли, которые также входили в репертуар The Yardbirds и многих других британских R&B-групп: «You can’t judge a book by the cover» и «I’m a man».
- Хит группы Tee-Set «Don’t you leave» приписывается менеджеру Тео Куппенсу, но он явно основан на композиции «Don’t you leave» Мерлин Джонсон[англ.] (The Yas Yas Girl) 1938 года, авторские права на которую ещё не истекли в 1966 году. В то время Куппенс оправдывался в еженедельном журнале Kink, заявив, что произведение является «общественным достоянием». Однако, возможно, за основу была взята версия американца Дэйва Ван Ронка под названием «Don’t Leave Me Here», которая появилась в сборнике LP The Blues Project, выпущенном в США в 1964 году студией Elektra (EKL-264).
- «Richard Cory[англ.]» из репертуара Cuby + Blizzards — это композиция Пола Саймона, но ранее она была записана в аналогичной аранжировке группой Them с певцом Ван Моррисоном.
- Выступление лондонской группы The Artwoods в Схевенингене в 1966 году оказало большое влияние на сцену нидербита. Редко кто в Нидерландах видел такую профессиональную группу без высокой репутации. Из первых записей The Artwoods (с певцом Артом Вудом, старшим братом Ронни Вуда, Hu & the Hilltops[34] копируют аранжировки «Can you hear me and I feel good», а Cuby + Blizzards записывают «Sweet Mary» в той же версии, что и The Artwoods.
- The Buffoons[нидерл.] были под влиянием не только The Beach Boys, но и британского вокального трио The Ivy League. Первый сингл группы содержит две песни, которые уже были выпущены The Ivy League: «Tomorrow is another day» и «My world pad down». Группа также копирует аранжировку «Lulu’s Back in Town» от Ivy League и кавер-версию сингла Ivy League «Thank you for loving me» с альбома Looking Ahead.
- «Brandnew Cadillac» от De Maskers — это кавер на «Cadillac» английской группы The Renegades, которая, в свою очередь, «позаимствовала» песню «Brandnew Cadillac» у Винса Тейлора. В 1965 году на рынке было много версий этой песни, в том числе у шведских групп The Shamrocks и The Hep Stars, в последней играл органист Бенни Андерссон, позже известный по ABBA.
- Музыканты и звукозаписывающие компании достаточно вольно обращались с названиями групп: ZZ en de Maskers, они же ZZ and The Masks, они же ZZ & De Maskers; Tee-Set, они же Tee Set; The Golden Earrings, они же Golden Earrings, они же Golden Earring.